# 翁德銘
翁德銘（1955年12月—），台湾工业家，投资涉及台湾、中国大陆、香港的房地产、纺织业、电子工业等领域。

## 生平
其父翁明昌创办台湾经济快速窜升时期最大财阀华隆集团，是家中四子，上有三兄翁大銘、翁一銘、翁有銘，下有異母弟翁正銘，1955年12月生于台湾台北，翁家籍貫浙江慈溪县。早年涉足家族纺织业，在华隆集团旗下微电子部门華隆微電子股份有限公司任职。2005年5月因“国华人寿掏空案”巨额亏损被判重刑12年，但其后驳回，未有执行。曾任华隆集团董事长。之后自立门户创业，涉足精密制造业，创办曼彻标准国际公司，于英属维尔京群岛注册，制造通讯用光纤，任董事长。20世纪90年代，赴中国大陆投资，创办马华隆裸线有限公司，亦生产通讯线缆，任董事长。又在大陆投资纺织业，创办同名下马华隆纺织有限公司，任董事长。2006年在上海浦东获时任上海市委书记的俞正声接见。
21世纪初投资香港房地产，2014年与侄陈德光涉竞争港岛山顶物业产权，时市值高达24亿港元，轰动一时，被香港诸媒体及外媒称作“叔侄争产到山顶”。因身为香港百利大集团董事，又涉2014年“百利大股權爭奪戰”，以翁氏折让约20%收尾。在香港成立金印有限公司(Gold Seal Holdings Limited)，以金印持股香港Paladin集团。

## 荣誉
- 当选汕头市荣誉市民[2]。